# Jundziliszki (gmina Butrymańce)
Jundziliszki (lit. Jundiliškės) − miasteczko na Litwie, w gminie rejonowej Soleczniki, 4 km na południowy wschód od Butrymańców, zamieszkana przez 11 ludzi. Przed II wojną światową w Polsce, w powiecie lidzkim województwa nowogródzkiego.
Po upadku Związku Sowieckiego miejscowość została przedzielona białorusko-litewską granicą państwową.